# Peter Lê Tấn Lợi

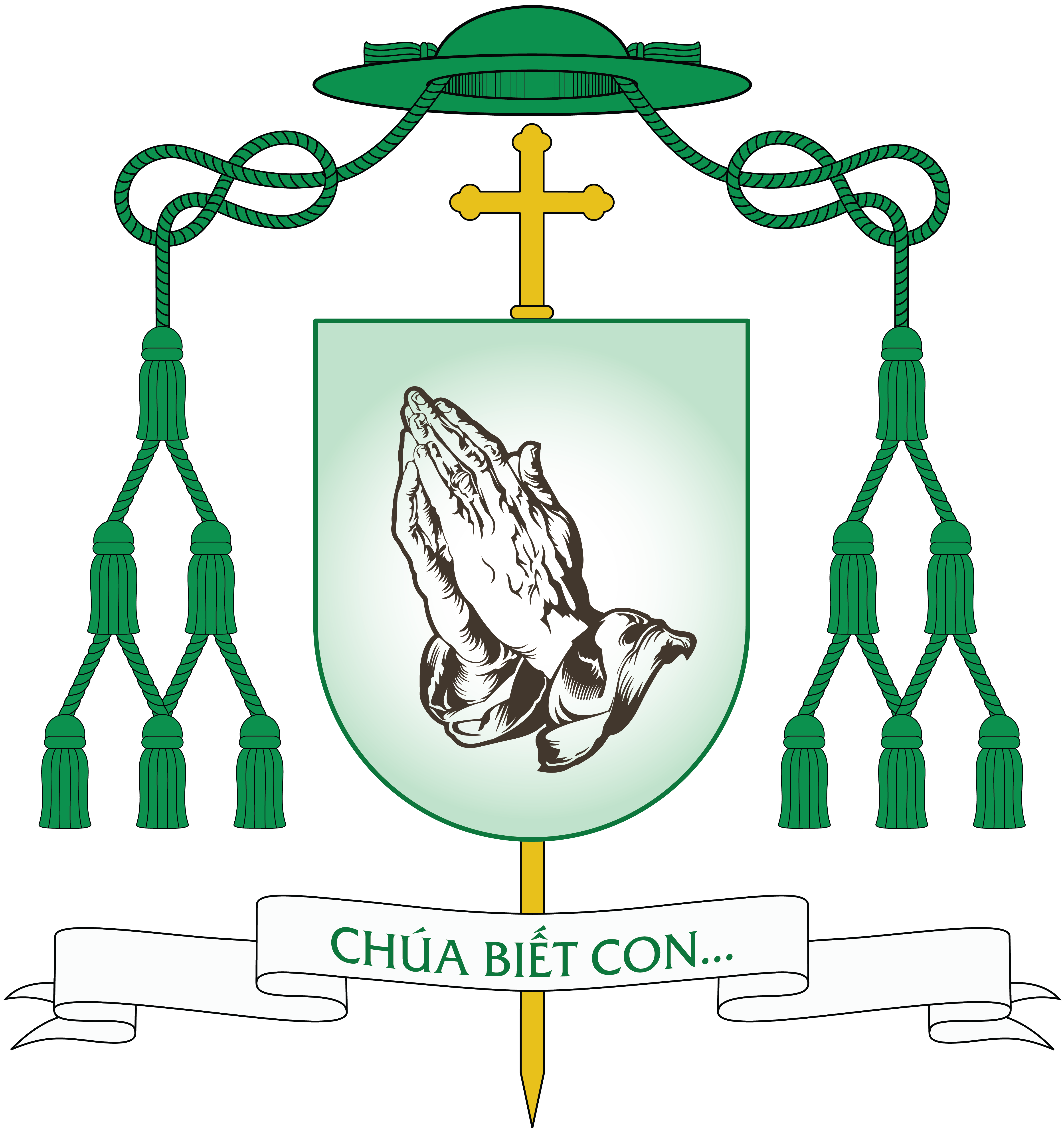
Bischofswappen von Peter Lê Tấn Lợi

Peter Lê Tấn Lợi (vietnamesisch Phêrô Lê Tấn Lợi, * 19. Juni 1970 in Cần Thơ) ist ein vietnamesischer römisch-katholischer Geistlicher und Bischof von Cần Thơ.

## Leben
Peter Lê Tấn Lợi absolvierte von 1991 bis 1993 einen Studienvorbereitungskurs für Seminaristen des Bistums Cần Thơ. Von 1993 bis 2000 studierte er Philosophie und Katholische Theologie am Priesterseminar St. Pierre Đoàn Công Quý in Cần Thơ. Am 22. Juni 2000 empfing er durch den Bischof von Cần Thơ, Emmanuel Lê Phong Thuân, das Sakrament der Priesterweihe für das Bistum Cần Thơ.
Nach der Priesterweihe war Peter Lê Tấn Lợi zunächst als Pfarrvikar in Phụng Hiệp tätig. 2004 wurde er für weiterführende Studien nach Rom entsandt, wo er an der Päpstlichen Universität Urbaniana ein Lizenziat erwarb und 2001 mit der Arbeit Gesù, Salvatore: analisi esegetica di Lc 23,33–49 („Jesus, der Erlöser: Exegetische Analyse von Lk 23,33–49“) zum Doktor der Theologie in biblischer Theologie promoviert wurde. Nach der Rückkehr in seine Heimat lehrte Peter Lê Tấn Lợi am Priesterseminar St. Pierre Đoàn Công Quý in Cần Thơ, dessen Regens er ab 2017 zudem war. Außerdem leitete er von 2012 bis 2018 die Abteilung für Bibelpastoral des Bistums Cần Thơ. Darüber hinaus lehrte er ab 2015 als Gastprofessor auch am Priesterseminar Unbeflekte Empfängnis in Bùi Chu.
Am 25. März 2023 ernannte ihn Papst Franziskus zum Koadjutorbischof von Cần Thơ. Der Bischof von Cần Thơ, Stephanus Tri Buu Thien, spendete ihm am 18. Mai desselben Jahres im Pastoralzentrum von Cần Thơ die Bischofsweihe. Mitkonsekratoren waren der Bischof von Đà Lạt, Dominic Nguyễn Van Manh, und der Bischof von Hưng Hóa, Dominic Hoàng Minh Tiến. Sein Wahlspruch Chúa biết con („Gott kennt mich“) stammt aus Joh 21,16 .
Peter Lê Tấn Lợi wurde am 1. Januar 2025 in Nachfolge von Stephanus Tri Buu Thien, dessen vorzeitiges Rücktrittsgesuch durch Papst Franziskus am selben Tag angenommen worden war, Bischof von Cần Thơ.
In der Vietnamesischen Bischofskonferenz fungiert Peter Lê Tấn Lợi zudem seit April 2023 als Vizepräsident der Kommission für die Migranten.